# Diamantul Fecioarei

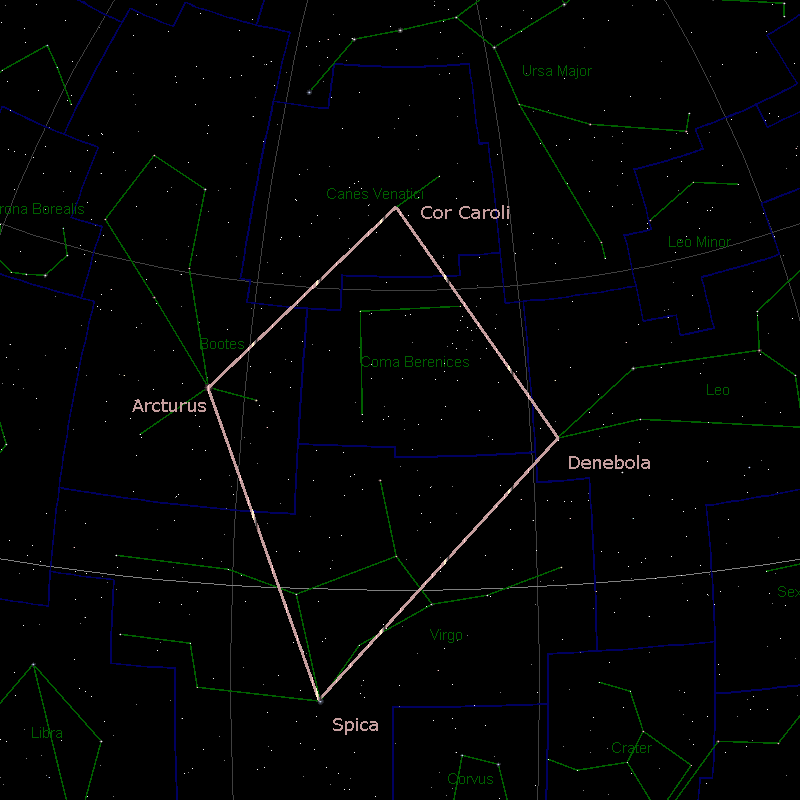
Diamantul Fecioarei, de la WikiSky

Diamantul Fecioarei, Marele Diamant, sau Diamantul de Primăvară, este un asterism. Numele său a fost dat de astronomul vulgarizator Hans A. Rey.

## Descriere
Asterismul este format din stelele Cor Caroli, în constelația Câinii de Vânătoare, Denebola (coada Leului), Spica (spicul din mâna stângă a Fecioarei) și Arcturus (steaua cea mai strălucitoare din constelația Boarul). Este ușor mai mare decât alt asterism, foarte cunoscut, Carul Mare, din constelația Ursa Mare,
Trei dintre stelele Diamantului Fecioarei fac parte din Triunghiul de Primăvară (Denebola, Spica și Arcturus).
În interiorul „diamantului” se găsesc stele care, în mod tradițional, fac parte din Părul Berenicei, cât și numeroase galaxii apropiate, inclusiv Roiul Fecioarei, unele dintre ele pot fi cu ușurință observate cu un telescop de amatori.